# Pitsund
Pitsund is een dorp binnen de Zweedse gemeente Piteå. Het ligt ingeklemd tussen de Europese weg 4 en de Pitsundet. Vanuit Pitsund kan men via een ophaalbrug (vroeger een veerdienst) de overzijde bereiken, alwaar Pite havsbad ligt. De brug heeft een doorvaarthoogte van 13,5 meter. Vanaf daar gaat een provinciale weg naar Piteå. In Pitsund werd het laatste schot gelost in de Finse Oorlog.
Bestuurscentrum: Piteå
Tätort: Bergsviken · Blåsmark · Böle · Hemmingsmark · Hortlax · Jävre · Lillpite · Norrfjärden · Roknäs · Rosvik · Sikfors · Sjulsmark · Svensbyn. 
Småort: Arnemark · Bertnäs · Bertnäs · Edet  · Grundvik · Holmträsk · Koler · Kopparnäs · Långträsk · Maran en Skatan · Näsudden en Berget · Nybyn · Ön · Pålberget · Pite havsbad · Storsund · Svedjan en Träsket · Liden · (Yttrefjärd östra strandbad)
Overig: Borgfors · Flötuträsk · Granträskmark · Gråträsk · Högsböle · Högsböleskiftet · (Infjärden) · Jävrebodarna · Klubbfors · Kvarnbäcken · Långnäs · Munksund · Pitsund · Sjulnäs